# Anton Vidal i Alegret
Mossèn Antoni Vidal i Alegret (la Pobla de Segur, 13 de gener del 1874 - 17 de gener del 1942) fou un capellà i mestre català.
Nascut a la Pobla de Segur el 13 de gener del 1874, hi era capellà des del 1901, quan va ser nomenat vicari de Sort, en el 1903 vicari de Canejan, en el 1905 fou nomenat ecònom de Gabana, en el 1906 mestre de Salàs, en el 1907 ecònom d'Abella de la Conca i fou en el 1910 quan arriba a Solanell, encara que li fou concedit un permís per viure a la Pobla de Segur, morí el 17 de gener del 1942, el dia del seu sant. Conegut arreu del Pirineu per la famosa cançó El gall negre que va protagonitzar el dia de l'Ascensió del 1918 o 1919 a Solanell (Alt Urgell).